# Felip III de Navarra
Felip III de Navarra el Bo o el Noble (27 de març de 1306 - 26 de setembre de 1343) també conegut com a Felip d'Évreux, va ser rei de Navarra entre 1329 i 1343 per dret de la seva dona, Joana II, filla del darrer rei navarrès del casal de França. Abans d'esdevenir rei ostentava els títols de comte d'Évreux, d'Angulema i de Longueville (1319-1343); més tard esdevingué també comte de Mortain (1335-1343). Amb ell s'inicià una nova dinastia al regne de Navarra, la d'Évreux, en la figura del seu fill Carles II.

## Família
Era fill del príncep Lluís de França o d'Évreux i de Margarida d'Artois, hereva de Brie-Comte-Robert. Per via paterna descendia del rei Felip III de França i de Maria de Brabant; per via materna era net de Felip d'Artois, senyor de Conches, i de Blanca de Bretanya.
Es casà amb la futura reina Joana II de Navarra quan aquesta encara era princesa de França, era filla del rei Lluís X de França i de Margarida de Borgonya. La parella es casà al castell de Conflans el 18 de juny de 1318, quan ambdós encara eren molt joves, de fet, no començaren a fer vida en comú fins a l'any 1325; el mateix any tenien la seva primera filla. Van tenir els següents fills:
- Joana (1325-1387),[5] compromesa amb Pere el Cerimoniós a fi d'establir una aliança i la pau amb la Corona d'Aragó. Va renunciar als seus drets dinàstics quan entrà en vida religiosa. El seu compromís amb el Cerimoniós passà a la seva germana Maria, la segona filla de Felip i Joana.[6]
- Maria (1330-1347), casada amb Pere el Cerimoniós el 1338.
- Blanca  (1331-1398) casada amb Felip VI de França el 1328.
- Carles (1332-1387), rei de Navarra.
- Felip (1336-1363) comte de Longueville, casat amb Iolanda Dampierre.
- Joana la Jove (1339-1403) casada amb Joan de Rohan el 1373.
- Lluís (1341-1372), comte de Beaumont-le-Roger.

## Biografia
Tot i haver-se casat amb Joana de Navarra el 1318, la parella no fou proclamada com a reis de Navarra fins al 5 de març de 1329, moment en què juren el fur navarrès. després de la decisió de les Corts navarreses, el maig de 1328, de proclamar com a hereva de la corona a Joana, com a filla única de Lluís X, refusant així les pretensions franceses d'imposar una successió mitjançant la llei sàlica, inexistent a Navarra.
Felip va governar conjuntament amb la seva dona, però ambdós van romandre inicialment a la cort francesa, a París, delegant la seva autoritat règia a representants francesos residents a la capital del regne, Pamplona, com són els casos del governador Henri de Sully o el canceller Philippe de Melun.
Malgrat les absències de Felip a Navarra on, de fet, no era imprescindible la seva presència perquè els seus lloctinents s'encarregaven de les tasques de govern, l'ascens del nou rei al tron van suposar un nou clima de tranquil·litat al regne i un reforçament de l'autoritat reial. En aquell moment Navarra recobrava la seva independència, després del període d'unió amb França, més encara tenint en compte la dificultat per mantenir-la per la falta de ports marítims. Es va restablir l'ordre intern després de les matances de jueus succeïdes abans del seu acens al tron.
D'altra banda, en el seu regnat es consoliden les Corts de Navarra o els Tres Estats formats pel clergat, la noblesa i la burgesia. Van protegir la burgesia urbana per davant de la petita noblesa. Milloraren l'administració, actualitzaren els registres i van realitzar l'ampliació dels Furs amb el Amejoramiento de Felipe III, encarregat a una comissió que en redactà les modificacions, fou aprovat el 10 de setembre de 1331. De fet, Felip va reforçar la seva autoritat a través de la convocatòria regular de corts i va servir d'exemple a castellans i aragonesos en aquest afer.
Va morir el 16 de setembre de 1343 a Jerez de la Frontera, quan es disposava a prendre part en una campanya contra els regnes musulmans del sud de la península. Fou enterrat a la Catedral de Pamplona, però el seu cor va ser separat del cos i conservat per la seva esposa el que li restava de vida en un oratori reial privat. A la mort de la reina, el 1349, el cor de Felip i el de la mateixa reina van ser duts a l'església dels predicadors de Sant Domènec, a París, on tots dos foren conservats compartint la mateixa urna.